# Contea di Sligo
Sligo (pronuncia ˈslaɪɡ oʊ, Sligeach /ˈs´l´ig´əx/ in lingua irlandese, esteso Contae Shligigh) è una contea dell'Irlanda, situata nella parte nord occidentale della provincia del Connacht. Confina ad est con il Leitrim, a sud-est col Roscommon, a sud ed ovest con il Mayo. Si affaccia a nord-ovest sull'Oceano Atlantico. Contrariamente a quanto erroneamente spesso creduto, Sligo non confina invece col Donegal, dal quale è separato dal piccolo tratto costiero di Leitrim lungo soltanto 7 km. L'Irlanda del Nord dista invece poche decine di chilometri.
L'omonima cittadina di Sligo è il capoluogo di contea ed il centro più importante.

## Toponomastica
Il nome della contea deriva direttamente da quello del proprio capoluogo, che a sua volta l'ha ereditato dal fiume che lo attraversa, oggi conosciuto come Garavogue. Sligeach, in gaelico, significa "ricco di conchiglie": questo perché spesso, per effetto delle maree, l'acqua marina entrava nel letto del fiume, lasciando nelle sponde e nelle zone circostanti conchiglie e resti di molluschi.
Del resto molte volte che si scava nel terreno di Sligo Town, fuoriescono conchiglie.

## Araldica civica
Lo stemma di Sligo attuale fu adottato nel 1980, precedentemente la contea utilizzava lo stemma del capoluogo. È di colore bianco e nero e reca i simboli più emblematici della contea: le conchiglie, già presenti in quello cittadino; il verro della mitologia irlandese; un libro dove sono raffigurati una rosa e una croce celtica.
I colori sportivi e culturali della contea, ripresi anche nello stemma, sono il bianco ed il nero.
| Bandiera coi colori della contea                  |                                                                 |
| Bandiera coi colori sportivi e culturali di Sligo | Stemma di Sligo Town utilizzato fino al 1980 anche dalla contea |

## Topografia
Sligo è, delle trentadue contee tradizionali, la 22ª per estensione e la 26ª in termini di abitanti. È la seconda più piccola della provincia del Connacht e terza per popolazione.

### Orografia e geologia

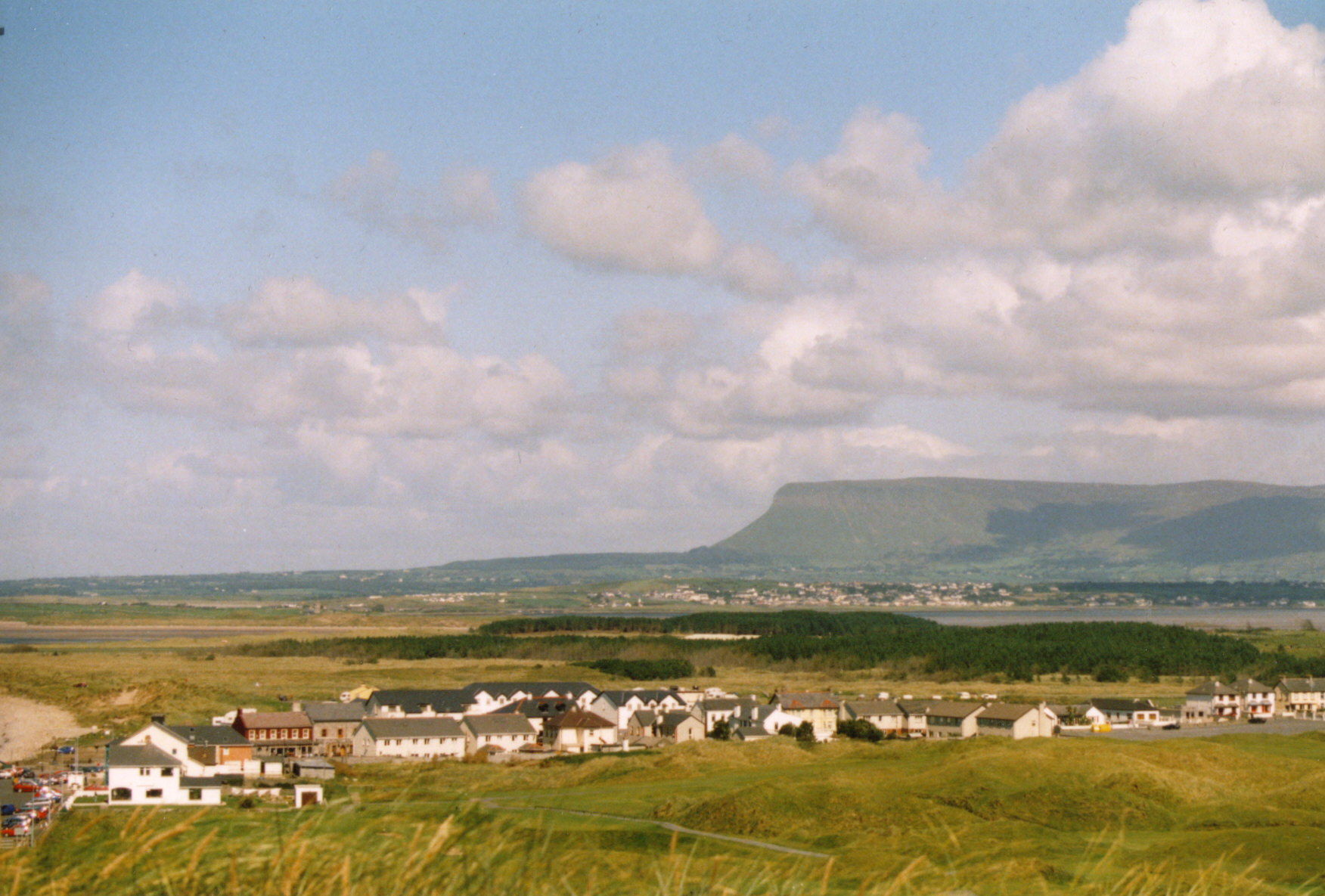
L'iconico Benbulben in una tipica vista da Strandhill

Il territorio della Contea di Sligo è per gran parte pianeggiante o collinare, specialmente nelle zone meridionali.
La catena montuosa più rilevante e conosciuta è quella delle Dartry Mountains, al confine con Leitrim e Donegal, composta da rilievo piuttosto modesti ma morfologicamente particolare in quanto quasi tutti piatti sulla sommità. Il monte più famoso dei Dartry e della contea è senza dubbio l'iconico Benbulben, ben visibile da tutte le zone settentrionali e dalla cittadina di Sligo, di cui è spesso un noto landmark. Alto soltanto 527 metri, il Benbulben è visibile da notevoli distanze, in particolare da ogni punto opposto della Baia di Donegal, ed è caratterizzato da pendici pressoché verticali verso l'ampia sommità piatta. Altri monti caratteristici dell'area sono la King's Mountain, la bizzarra collina di Knocknarea ed il Gullogherboy.
A sud invece sono presenti sistemi montuosi sempre molto bassi, ma già più rilevanti per altitudine come le Ox Mountains e gli Slieve Gamph, vicino al Mayo, ed altre montagne piatte, anche se meno suggestive, come i monti Curlew, che fanno da confine col Roscommon.
A parte le Ox, composte soprattutto di granito e quarzite, il resto del territorio è quasi esclusivamente formato da pietra di origine calcarea.
Il territorio interno presenta moltissime zone alberate e varie foreste (tra le quali Deerpark vicino a Sligo).

### Coste

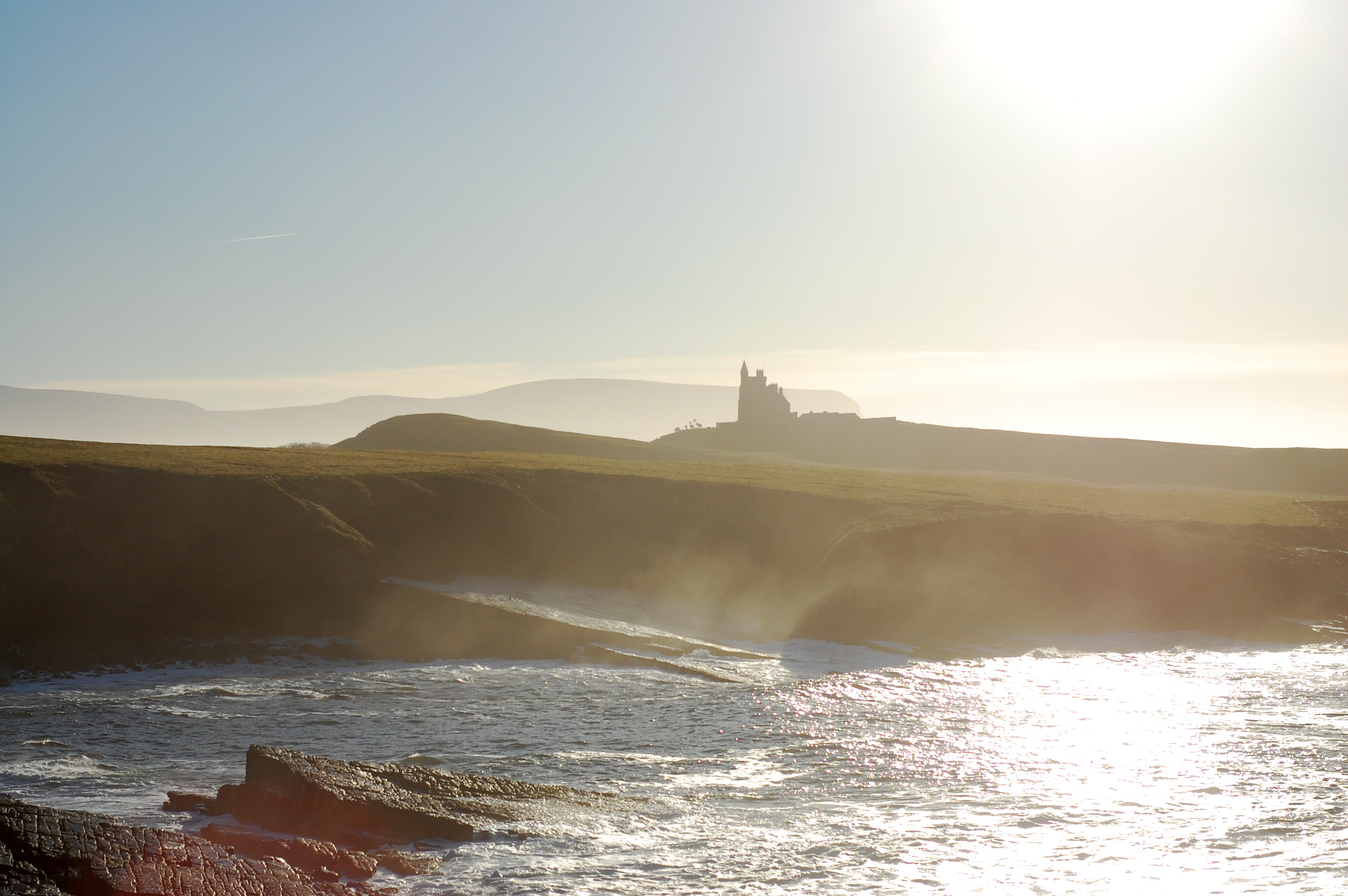
Il caratteristico tratto di costa a Mullaghmore

Il tratto costiero costituisce poco meno della metà dei confini della contea ed ha un andamento piuttosto variegato.
Partendo da ovest, nei pressi della località balneare di Inishcrone, la costa segue la vasta foce del Moy nella Baia di Killala, al confine col Mayo, con un andamento verso nord per circa una decina di chilometri, prima di cambiare direzione bruscamente verso est nella zona di Easky. Questa zona di litorale si estende per numerosi chilometri senza particolari interruzioni o insenature, per un lungo tratto desolata ed impervia anche se senza mai innalzarsi dal mare, fino a raggiungere la Baia di Sligo nei pressi della località di Ballysadare. Qui la costa gira nuovamente in maniera brusca verso nord, tanto che la Baia di Sligo è affacciata verso ovest e si suddivide in altre tre piccole baie, particolarmente influenzate dalle maree, in particolare quella di Rosses Point. La baia di Sligo termina nella zona di Roskeeragh Point, laddove la costa inizia ad avere un andamento verso nord-est e si fa più impervia.
L'ultima località prima del confine è la suggestiva Mullaghmore, un villaggio portuale situato su un promontorio nella Baia di Donegal molto apprezzato a livello turistico per la costa impervia spesso spazzata dalle onde oceaniche, in particolare sul punto del castello di Classiebawn.

### Isole
- Church Island
- Coney Island
- Inishmurray

### Idrografia

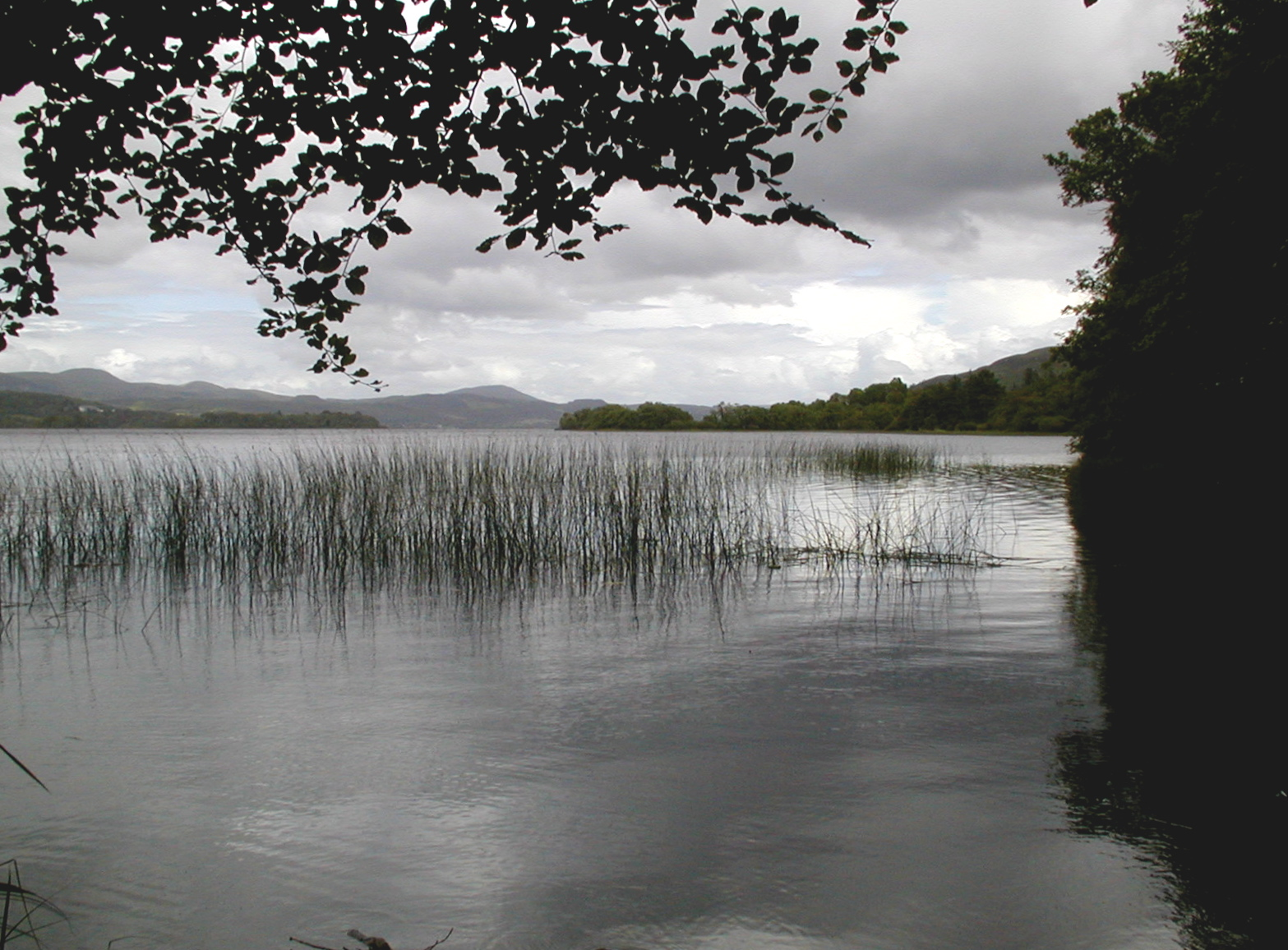
Il celebre Lough Gill

Come nelle altre contee d'Irlanda non è difficile trovare laghi e fiumi sparsi per il territorio della Contea di Sligo.
Il fiume più importante della contea è senz'altro il Moy, che nasce nella zona meridionale, nelle Ox Mountains, compiendo poi un tratto di una decina di chilometri prima di entrare nel Mayo, dove continua il suo percorso fino alla foce. Curiosamente, un tratto della zona costiera sulla foce, nei pressi di Enniscrone, è nuovamente della contea di Sligo.
Meno importante per estensione e dimensioni ma non per notorietà è il breve Garavogue, che nasce dal Lough Gill e si getta immediatamente nell'Oceano dopo aver attraversato Sligo città: questo fiume originariamente si chiamava Sligeach come l'abitato e la contea.
Altri fiumi rilevanti sono l'Easky, l'Owenmore, che riceve le acque anche dell'Unshin e dell'Owenbeg. Il Drumcliff è un fiume relativamente modesto ma famoso perché in un tratto forma le apprezzate e note cascate di Glencar.
Dei laghi, degno di nota è senz'altro il celebre Lough Gill, a poca distanza da Sligo. Luogo molto tranquillo e incontaminato, è molto visitato da turisti e amanti della natura per la bellezza delle sponde e dei boschi circostanti, ma soprattutto perché luogo d'ispirazione del celebre poeta William Butler Yeats: la poesia Lake Isle of Innisfree è dedicata del resto a una delle numerose isole del lago, la più grande. Sul lago è presente un maniero antico, il Parke's Castle che, sebbene parte del Leitrim, viene spesso indicato come attrazione turistica di Sligo per l'immediata vicinanza.
Altri laghi importanti sono il Lough Talt, il Lough Gara, il Lough Arrow, il Templehouse Lough.

## Storia

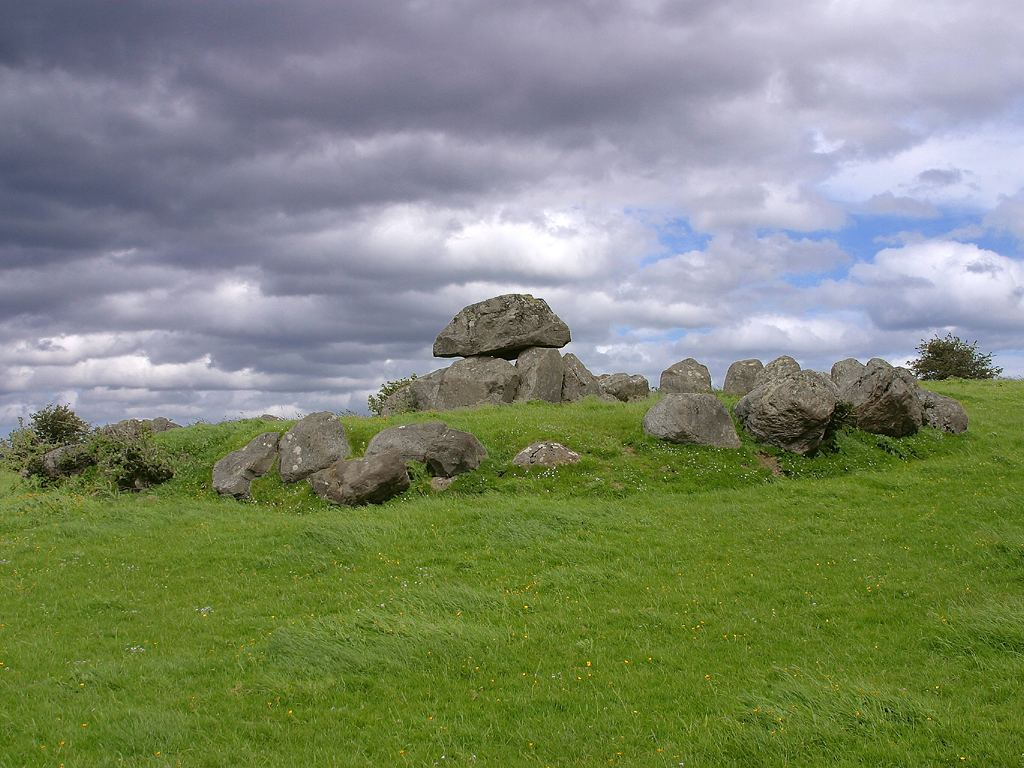
Carrowmore, uno dei più importanti complessi megalitici d'Irlanda

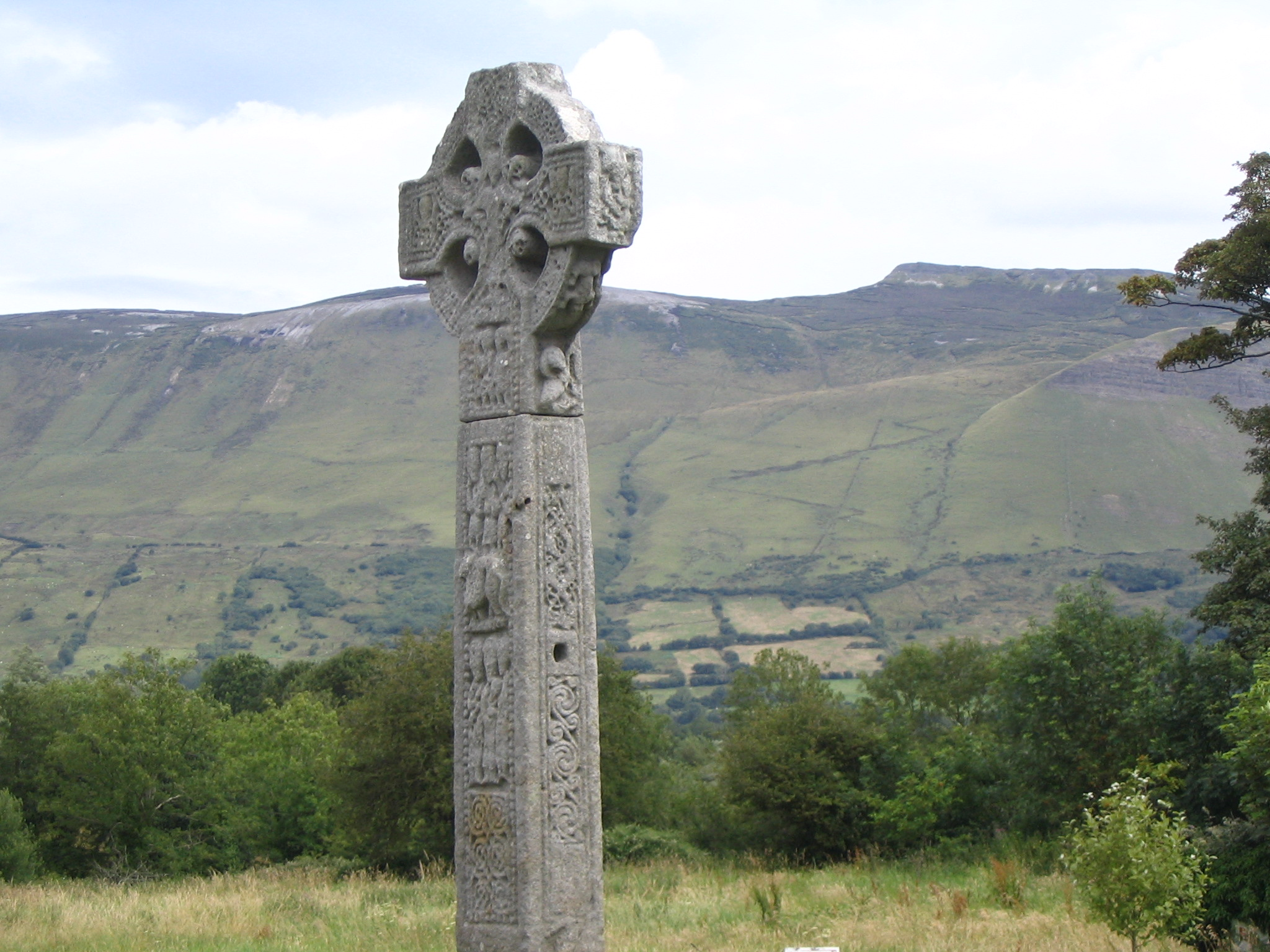
La croce celtica scolpita di Drumcliffe

La presenza dell'uomo preistorico nella Contea di Sligo è testimoniata da alcuni dei più importanti reperti archeologici d'Irlanda. Il cimitero megalitico di Carrowmore è l'esempio più valido ma anche soltanto uno dei vari presenti nel territorio. Carrowmore è situato a pochi chilometri della cittadina di Sligo, sulla collina di Knocknarea e forma parte di un enorme complesso dell'Età della pietra, che si estende in connessione fra i vari siti fino all'altro importante complesso di Carrowkeel, sui lontani e meridionali monti Ox, nonché sulla Penisola di Cuil Irra, dominata dalla presunta tomba della regina mitologica Medb, un cairn di dimensioni notevoli sulla vetta di Knocknarea.
Secondo uno studio la contea di Sligo sarebbe stata, analizzando i vari reperti, una delle prime e più importanti aree d'insediamento d'Irlanda.
Il periodo successivo ed in particolare quello medievale furono contraddistinti dall'attività dei monasteri cristiani. Le testimonianze più rimarchevoli sono la famosa croce celtica di Drumcliff, situata accanto all'unica torre circolare rimasta nella contea, ma anche le rovine del complesso monastico di St Fechan a Ballysadare e la Sligo Abbey.
Vari reperti sull'isola di Inishmurray constano di un muro di cinta, tre oratori, due sacrestie, ma anche altari, colonnati e iscrizioni murarie (una delle quali in lingua latina, unica in Irlanda), oltre a svariate celle monastiche. Questo insediamento è assaciato a Molaise, un santo del primo VI secolo.
In epoca medievale furono scritti e conservati nella contea alcuni celebri manoscritti come il Libro di Ballymote, il Grande Libro di Lecan ed il Libro giallo di Lecan. Il patrono degli Annali dei Quattro Maestri, Fearghal Ó Gadhra, era originario di Coolavin, nella zona meridionale di Sligo.
La contea fu creata e definita formalmente nel 1585, ma non vide mai attuazione fino alla fine della Guerra dei Nove Anni, nel 1603. Per la sua definizione territoriale si ripresero i confini della signoria di Ó Conchobhair Sligigh, un dominio di un clan gaelico del Connacht inferiore (Íochtar Connacht), almeno la loro estensione al momento della conquista elisabettiana dell'isola.
Sappiamo che l'antica signoria consisteva nei tuatua ("territori") di (Cairbre Drumcliabh), Tír Fhíacrach Múaidhe, Tír Ollíol, Luíghne, Corann e Cúl ó bhFionn, anche perché ognuna di queste venne poi resa una baronia secondo le stile amministrativo inglese del tempo. Sorsero pertanto la baronia di Carbury, Tireragh, Leyny, Tirerril. Corran e Coolavin. La capitale della nuova contea fu ovviamente individuata in Sligo.

## Politica
Il County Council di Sligo è formato da 25 consiglieri eletti in cinque aree elettorali:
- Strandhill
- Drumcliff
- Ballymote
- Dromore West
- Tubercurry

Il Cathaoirleach (presidente) è eletto annualmente dai membri del Consiglio. La sede del County Council è situata nella County Hall, Riverside, Sligo.

## Cultura
Sligo è stata scenario di tante opere del poeta William Butler Yeats, il quale molte volte ammise di essere stato fortemente influenzato nella sua vita dai paesaggi settentrionali della contea, specialmente dal Lough Gill e dalle sue isolette e dalle particolari pendici del monte Benbulben, ai piedi delle quali è stato sepolto.

### Musica
La contea di Sligo ha una lunga storia di musica tradizionale.
Il sud della contea è particolarmente noto con luminari musicali come James Morrison, Michael Coleman, Paddy Killoran, Fred Finn, Peter Horan, Joe O'Dowd, Jim Donoghue, Martin Wynne, Oisín Mac Diarmada (Téada), Carmel Gunning e la band Dervish.
La contea ha molti festival di musica tradizionale e uno dei più noti è il Queen Maeve International Summer School, una scuola estiva di musica irlandese tradizionale e danza che si tiene ogni anno nel mese di agosto a Sligo Town.
Sulla scena musicale contemporanea ci sono Westlife, Tabby Callaghan e The Conway Sisters tutti provenienti da Sligo. Strandhill, circa 9 km a ovest di Sligo, ospita il Strandhill Guitar Festival ogni anno, con una grande varietà di musica per chitarra e musicisti.

### Sport
A differenza delle contee vicine, Sligo ha avuto più successo al calcio piuttosto che nei giochi gaelici.
I Sligo Rovers è il massimo rappresentante della contea nel campionato irlandese di calcio nella massima divisione, giocano le partite casalinghe al The Showgrounds dalla loro fondazione avvenuta nel 1928.
La contea è rappresentata nei Gaelic Games da Sligo GAA.
Brother Walfrid, fondatore dei Celtic di Glasgow, era nato a Ballymote.

## Infrastrutture e trasporti
Tutte le vie di comunicazione della contea convergono verso il capoluogo, che è raggiunto da numerose strade nazionali (N4, N15-16-17, N59) che la collegano a Ballina, Dublino e Donegal.
A Strandhill c'è anche un aeroporto nazionale di modeste dimensioni.

## Geografia antropica
I confini della contea sono la Contea di Mayo a ovest, la contea di Roscommon a sud e sud-est e la Contea di Leitrim a nord-est.

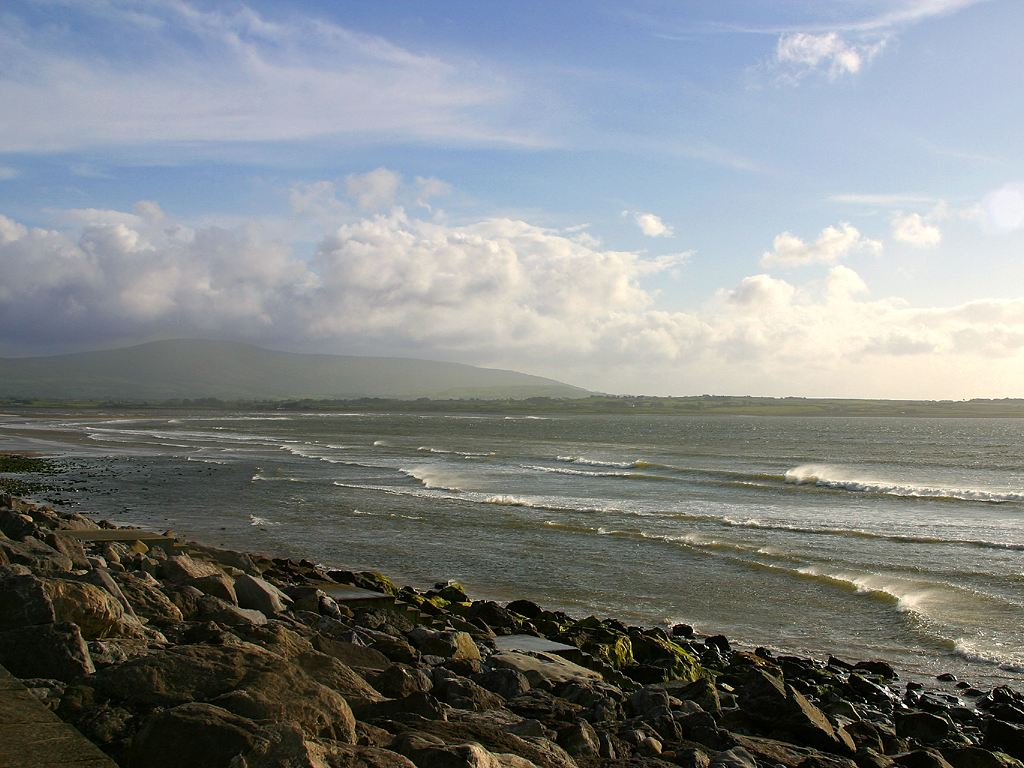
La spiaggia di Strandhill, nei pressi di Sligo

### Città
(censimento del 2011)
- Sligo - 19 452 abitanti
- Ballymote - 1 539 abitanti
- Collooney - 1 369 abitanti
- Strandhill - 1 596 abitanti
- Tubbercurry - 1 747 abitanti

### Towns e villaggi
- Achonry
- Aclare
- Ballaghnatrillick
- Ballinafad
- Ballintogher
- Ballygawley
- Ballysadare
- Beltra
- Bunninadden
- Carney (Sligo)
- Carrickbanagher
- Castlebaldwin
- Cliffony
- Cloonacool
- Coolaney
- Dromore West
- Drumcliff
- Easky
- Gorteen
- Grange (Sligo)
- Inishcrone
- Kilglass
- Knocknahur
- Monasteraden
- Mullaghmore
- Rathbraughan
- Riverstown
- Rosses Point
- Skreen
- Toorlestraun

## Luoghi d'interesse

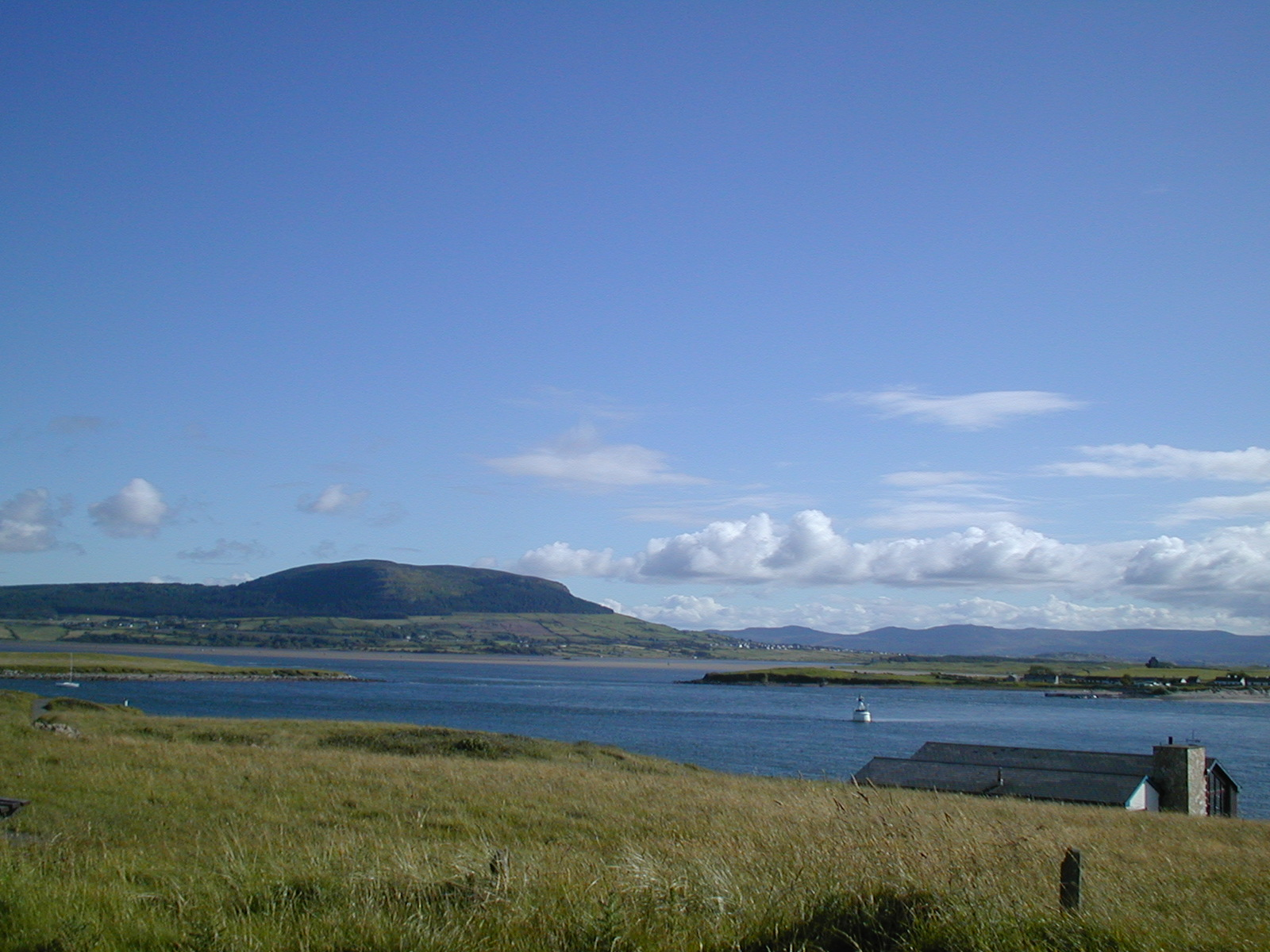
Panorama dal promontorio di Rosses Point

- Benbulben
- Baia di Sligo
- Carrowmore
- Strandhill
- Rosses Point
- Lough Gill